# Эйке, Теодор
Те́одор Э́йке (нем. Theodor Eicke, 17 октября 1892 — 26 февраля 1943) — обергруппенфюрер СС, первый командир 3-й танковой дивизии СС «Мёртвая голова», один из создателей системы концентрационных лагерей в нацистской Германии. Эйке был одним из организаторов Ночи длинных ножей и лично участвовал в убийстве Эрнста Рёма.

## Биография

### Юность и Первая мировая война
Эйке родился в деревне Хюдинген в Лотарингии и был одиннадцатым ребёнком в семье начальника железнодорожной станции Генриха Эйке. В 1909 году был исключён из реального училища и сразу же поступил на службу в армию. Эйке служил в 23-м Рейнланд-Пфальцском пехотном полку (дислоцировался в Ландау, в 1913 году был переведен в 3-й Баварский пехотный полк, а в 1914-м — в 22-й Баварский пехотный полк).
Во время Первой мировой войны в низших званиях принимал участие в боевых действиях во Фландрии, в том числе в сражениях под Ипром. В 1916 году был переведён во 2-й Баварский артиллерийский полк 2-й Баварской пехотной дивизии, которая понесла очень большие потери в Верденской битве. Начиная с 1916 года и до конца войны Эйке служил в резервной пулемётной роте 2-го Армейского корпуса на Западном фронте. Войну Эйке закончил в звании унтерцальмайстер (унтер-офицер), получив Железный крест Второго класса и ещё два ордена низших степеней.

### 1920-е
В 1919 году Эйке демобилизовался. Он считал Ноябрьскую революцию предательством по отношению к Германии и не желал служить в новой армии. Ещё в 1914 году, получив отпуск, он женился на Берте Швебель из Ильменау; в 1916 году у них родилась дочь Ирма. После демобилизации Эйке пытался окончить техническое училище в Ильменау, но в сентябре 1919 года был вынужден бросить его из-за финансовых проблем. В 1920 году у него родился сын Герман (убит в бою 2 декабря 1941 года). С декабря 1919 года Эйке стал работать полицейским осведомителем, но быстро (в июле следующего года) был уволен за агитацию против Веймарской республики. Потом он дважды устраивался в полицию в разных районах, но его снова увольняли по той же причине. В 1923 году он устроился в подразделение концерна IG Farben в Людвигсхафене на должность руководителя службы безопасности.
1 декабря 1928 года Эйке вступил в НСДАП (партийный билет № 114 901) и СА, 20 августа 1930 года он перешёл в СС (удостоверение № 2 921). Эйке начал быстро расти по карьерной лестнице в системе СС, и в ноябре того же года Генрих Гиммлер присвоил ему звание унтерштурмфюрера и назначил командиром 147-го взвода СС в Людвигсхафене.

### Карьера в СС
В ноябре 1931 года Эйке было присвоено звание штандартенфюрера СС и он был поставлен во главе 10-го штандарта (полка) СС, расквартированного в Рейнланд-Пфальце. В 1932 году он был уволен из IG Farben, так как политическая активность не оставляла времени для выполнения должностных обязанностей, а в марте того же года он арестован по обвинению в подготовке к терактам с использованием взрывчатки и приговорён к двум годам заключения. Однако министр юстиции Баварии Франц Гюртнер (который в 1924 году позволил Гитлеру, приговорённому к пятилетнему заключению за «Пивной путч», выйти на свободу уже через девять месяцев) отпустил его под честное слово домой по состоянию здоровья. Эйке практически сразу бежал в Италию.
В Италии Гиммлер назначил Эйке комендантом лагеря беженцев — членов СА и СС.
28 октября 1932 г. Эйке участвовал в церемонии у Триумфальной арки в Больцано в ознаменование 10-летней годовщины Похода на Рим, что привело к скандалу среди австрийских нацистов, рассматривавших монумент как символ ассимиляции немецкого меньшинства в Италии и оскорбление пангерманской идеи.
В январе 1933 года Гитлер стал канцлером, а в феврале Эйке вернулся в Германию. У него сразу же произошёл конфликт с гауляйтером Рейнланд-Пфальца Йозефом Бюркелем, который в отсутствие Эйке пытался бороться с ним за власть в регионе. Конфликт закончился тем, что Эйке вместе с группой эсэсовцев ворвался в Людвигсхафенскую штаб-квартиру НСДАП и на три часа запер Бюркеля в стенном шкафу. Сразу после этого Эйке сам был помещён в психиатрическую клинику в Вюрцбурге и лишен званий СС. Он находился в клинике до июня того же года, пока не был освобождён и восстановлен в званиях распоряжением Гиммлера. Практически сразу Гиммлер назначил его комендантом созданного в марте опытного концентрационного лагеря Дахау.

### Работа в системе концентрационных лагерей

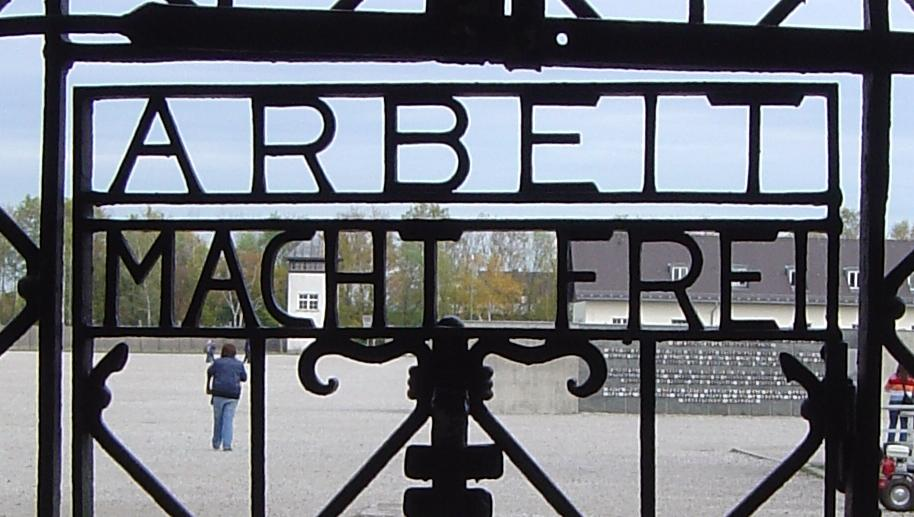
Ворота в концлагере Дахау.

Когда Эйке стал комендантом Дахау, лагерь успел получить печальную известность крайне низкой дисциплиной охраны и вседозволенностью, которой она пользовалась. Прежний комендант штурмбаннфюрер СС Хильмар Векерле обвинялся в убийстве нескольких заключённых. Эйке в короткие сроки превратил Дахау в образцовый концентрационный лагерь с исключительно дисциплинированной охраной с одной стороны и невыносимыми условиями содержания заключённых с другой; в качестве наказания за многие проступки заключённых устанавливалась смертная казнь. Принудительный труд, существовавший в лагерях и до Эйке, сохранился. Более того, при Эйке в Дахау появились обувная мастерская, кузница, пекарня и некоторые другие заведения; Дахау стал экономически эффективным предприятием. В дальнейшем концентрационные лагеря создавались по образу и подобию Дахау.
Эйке произвёл сильное впечатление на Гиммлера, как работой в Дахау, так и фанатичной преданностью идеологии нацизма. 30 января 1934 года Гиммлер присвоил Эйке звание бригадефюрера СС, в мае Эйке был назначен инспектором концентрационных лагерей СС, чтобы реорганизовать другие концлагеря по примеру Дахау. Когда Гитлер физически ликвидировал своих основных соперников в борьбе за власть — руководство СА (Ночь длинных ножей, 30 июня 1934 года), Эйке вместе с подчинёнными ему охранниками Дахау лично принимал участие в аресте и убийстве штурмовиков. 2 июля 1934 года Эйке и его адъютант Михель Липперт пришли в камеру к арестованному начальнику штаба СА Рёму и предложили ему застрелиться. Рём отказался, и Липперт застрелил его сам. 4 июля 1934 года Эйке официально приступил к исполнению обязанностей инспектора концентрационных лагерей (полное название должности звучало как «инспектор концлагерей и командир сторожевых подразделений СС», Inspekteur der Konzentrationslager und SS-Wachverbande). Через несколько дней он был повышен до группенфюрера СС. В 1937 году он был избран депутатом рейхстага и оставался им до своей смерти.
В ходе реорганизации происходило сокращение и укрупнение старых концлагерей одновременно с открытием новых (в том числе Маутхаузен в только что аннексированной Австрии). В 1938 году Эйке перевёл руководство лагерями из Берлина в Ораниенбург (рядом с концлагерем Заксенхаузен), где аппарат инспекции находился вплоть до 1945 года. После этого Ораниенбург стали называть Городом СС.
В 1936 году Рейнхард Гейдрих попытался отстранить Эйке от руководства системой концлагерей, но Гиммлер встал на сторону лояльного ему Эйке. Однако уже в 1938 году Гиммлер вывел экономическую деятельность лагерей из-под контроля Эйке и подчинил её административному отделу СС под руководством Освальда Поля. Причиной этого было желание Гиммлера не допускать чрезмерного усиления кого-либо из его подчинённых. В данном случае Эйке оказался лишён источника больших доходов.
Одновременно с реорганизацией концлагерей Эйке создал специальные военизированные подразделения СС «Мёртвая голова» (нем. SS-Totenkopfverbände), задачей которых была служба в лагерях. К концу 1938 года было создано (хотя не полностью укомплектовано) четыре полка, расквартированных непосредственно на территории одного из крупных концлагерей (Дахау, Бухенвальд, Заксенхаузен, Маутхаузен). Подразделения «Мёртвая голова» строились на основе строжайшей дисциплины и беспрекословного подчинения нацистской идеологии. Среди тех, кто прошёл службу под руководством Эйке, были Адольф Эйхман (он служил в Дахау в 1933—1934 гг.), будущий комендант Освенцима Рудольф Хёсс и комендант Бухенвальда и Майданека Карл Отто Кох.
Во время Польской кампании Эйке служил в должности Старшего командира СС и полиции (Höhere SS- und Polizeiführer, HSSPF). По приказу Гиммлера из трёх полков «Мёртвая голова» Эйке сформировал три айнзацгруппы, которые вместе с частями СД занимались грабежами и убийствами местных жителей (в первую очередь, евреев).

### Дивизия СС «Мёртвая голова»
Дивизия СС «Мёртвая голова» была создана в октябре 1939 года, уже после нападения на Польшу. Она стала третьей дивизией войск СС после созданной в 1938 году «Лейбштандарт-СС Адольф Гитлер» и сформированной почти одновременно с «Мёртвой головой» «Рейх». Основой дивизии стали созданные Эйке отряды «Мёртвая голова» и оборонный отряд СС «Данциг», к которым добавились новобранцы из «общих СС», «войск в распоряжении СС» и других подразделений. При этом некоторые части «Мёртвая голова» были включены не в «Мёртвую голову», а в другие дивизии.
Дивизия «Мёртвая голова» так и не участвовала в Польской кампании и получила боевое крещение в Французской кампании 1940 года. Недостаток опыта, крайне плохое снабжение и имевшие место ошибки командования (в первую очередь, самого Эйке) солдаты «Мёртвой головы» компенсировали храбростью и самоотверженностью на грани фанатизма, что нередко приводило к большим потерям. Один из генералов назвал Эйке «мясником», имея в виду то, что Эйке совершенно не заботился о потерях в своей дивизии. Тем не менее, «Мёртвая голова» внесла большой вклад в общий успех кампании, приняв участие в ряде сражений в Бельгии и на севере Франции. В мае 1940 Эйке был награждён планкой к Железному кресту 2-й степени (то есть повторное награждение) и Железным крестом 1-й степени. Уже в первые дни кампании проявилась жестокость, которую Эйке прививал своим подчинённым ещё во время службы в Дахау. 26 мая 1940 года солдаты «Мёртвой головы» в деревне Ле Паради (фр. Le Paradis) в департаменте Па-де-Кале расстреляли 97 британских военнопленных. Дивизия была расквартирована на юге Франции до апреля 1941 года, когда началась переброска на Восточный фронт.

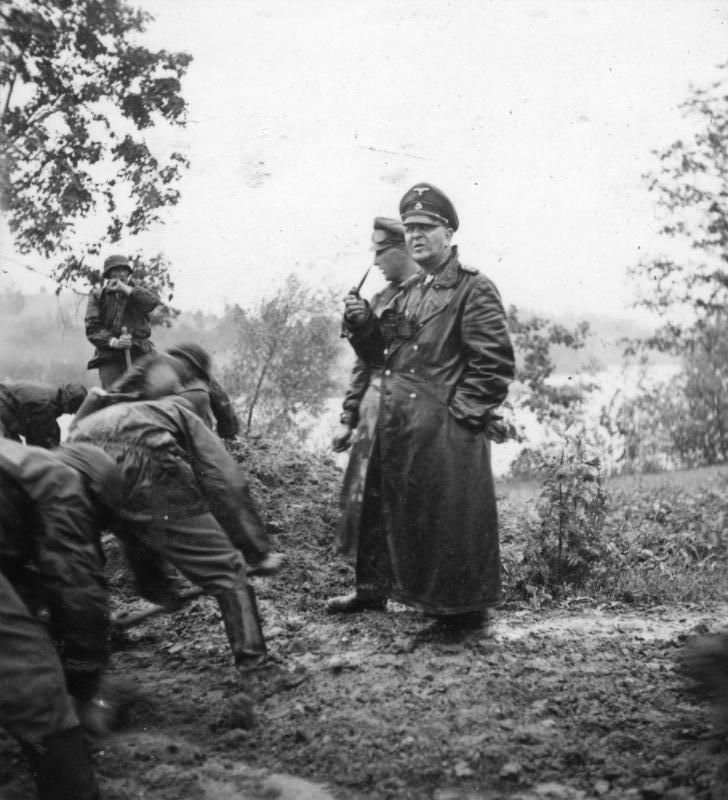
Теодор Эйке командует дивизией «Мёртвая голова» во время кампании в Советском Союзе

В составе группы армий «Север» под командованием генерал-фельдмаршала Вильгельма фон Лееба в первые дни войны с Советским Союзом дивизия «Мёртвая голова» успешно действовала в Прибалтике. Однако в самом начале кампании, 6 июля 1941 года, автомобиль, в котором Эйке ехал на свой командный пункт, подорвался на советской мине. Эйке сильно повредил правую ногу и был эвакуирован в Берлин, где лечился до сентября.
С 24 по 29 сентября корпус Манштейна, в который входила дивизия «Мёртвая голова», отражал под Лужно, южнее озера Ильмень, контратаки советских войск. В эти дни дивизия Эйке в одиночку разбила три советские дивизии. За проявленную храбрость Эйке был представлен к Рыцарскому кресту (награждён 26 декабря). Во время Демянской наступательной операции, предпринятой советскими войсками зимой 1941—1942 гг., в котёл попали шесть дивизий, в том числе «Мёртвая голова». Именно дивизия Эйке сыграла решающую роль в прорыве окружения, потеряв при этом бо́льшую часть личного состава (около 80 %). За этот успех Эйке были присвоены звания обергруппенфюрера и генерала войск СС, а 20 апреля 1942 года (в день рождения Гитлера) он был награждён Рыцарским крестом с дубовыми листьями.
В октябре 1942 года остатки дивизии были переведены во Францию для пополнения. В ноябре она приняла участие в оккупации Вишистской Франции. Тогда же дивизия была преобразована в танковую гренадёрскую. Вскоре во всех танковых гренадёрских дивизиях СС танковые батальоны были увеличены до размеров полка, и «Мёртвая голова» фактически стала полноценной танковой дивизией.

### Битва за Харьков
В январе 1943 года «Мёртвая голова» была переброшена на восток для участия в сражении за Харьков. В ходе контратаки части «Мёртвой головы» захватили город. Однако 26 февраля 1943 года самолёт Эйке Fieseler Fi 156 Storch, летевший в направлении села Артельное, был сбит пулемётным огнём. Эйке был похоронен с воинскими почестями в соседней деревне Отдохнино, один из полков дивизии был назван в честь Эйке. 4 марта 1943 года в официальной газете НСДАП «Фёлькишер беобахтер» был опубликован подробный некролог Эйке.
В связи с наступлением Красной Армии Гиммлер велел временно перенести останки Эйке на Хегевальдское кладбище под Житомиром. Но когда Красная армия 31 декабря 1943 года освободила Житомир, останки шефа «Мертвой головы» эсэсовцам забрать с собой не удалось. Точное местонахождение могилы неизвестно до сих пор.

## Присвоение званий
| Число | Месяц    | Год  | Звание                                 |
| ----- | -------- | ---- | -------------------------------------- |
| 29    | июля     | 1930 | СС-Манн                                |
| 12    | Август   | 1930 | Труппфюрер СС                          |
| 27    | ноября   | 1930 | Штурмфюрер СС                          |
| 30    | января   | 1931 | Штурмбаннфюрер СС                      |
| 15    | ноября   | 1931 | Штандартенфюрер СС                     |
| 26    | октября  | 1932 | Оберфюрер СС                           |
| 30    | января   | 1934 | Бригадефюрер СС                        |
| 11    | июля     | 1934 | Группенфюрер СС                        |
| 12    | Сентябрь | 1941 | Генерал-лейтенант войск СС             |
| 20    | апреля   | 1942 | Обергруппенфюрер СС и Генерал войск СС |

## Награды и знаки отличия
- Железный крест 2-го класса
- Крест «За военные заслуги» (Брауншвейг) 2-го класса на военной ленте
- Крест «За заслуги» (Бавария) 3-го и 2-го класса
- Шеврон старого бойца (1933)
- Почетный крест ветерана войны с мечами
- Гражданский знак СС (№1 538)
- Йольский светильник (16 декабря 1935)[источник не указан 63 дня]
- Кольцо «Мёртвая голова» (1 декабря 1937)
- Почетная шпага рейхсфюрера СС (1 декабря 1937)
- Медаль «В память 13 марта 1938 года»
- Медаль «В память 1 октября 1938 года»
- Медаль «За выслугу лет в НСДАП» в бронзе и серебре (15 лет)
- Медаль «За выслугу лет в СС» 4-й, 3-й и 2-й степени (12 лет)
- Золотой партийный знак НСДАП (30 января 1940)
- Пряжка к Железному кресту 2-го класса (26 мая 1940)
- Железный крест 1-го класса (31 мая 1940)
- Рыцарский крест Железного креста с дубовыми листьями
  - рыцарский крест (15 января 1941)
  - дубовые листья (№88; 20 апреля 1942)
- Нагрудный знак «За ранение» в серебре (1941)
- Демянский щит
- Медаль «За зимнюю кампанию на Востоке 1941/42»
- Упоминание в Вермахтберихт (21 октября 1942)